# エトリア＝アカルナニア県

エトリア＝アカルナニア県
Περιφερειακή ενότητα Αιτωλοακαρνανίας測地系: 北緯38度40分 東経21度25分 / 北緯38.667度 東経21.417度座標: 北緯38度40分 東経21度25分 / 北緯38.667度 東経21.417度

エトリア＝アカルナニア県（エトリア＝アカルナニアけん、ギリシア語: Αιτωλία και Ακαρνανία / Aitolía kai Akarnanía） または エトロアカルナニア県（Αιτωλοακαρνανία / Aitoloakarnanía）は、ギリシャ共和国の西ギリシャ地方を構成する行政区（ペリフェリアキ・エノティタ）のひとつ。エトリア（古名: アイトーリア）地方とアカルナニア地方から成り立っている。県都は歴史的に中心都市であったメソロンギであるが、県内の最大の都市で、経済的な中心都市はアグリニオである。

## 地理

### 位置・広がり
西ギリシャ地方の北部、「ギリシャ本土」側に所在する。ペロポネソス半島とは、リオ・アンディリオ橋で結ばれている。また、県の北はアルタ県およびカルディツァ県、北東はエヴリタニア県、東はフォキダ県にそれぞれ接している。エトリア＝アカルナニア県はギリシャで最大の面積を持つ県でもある。

### 地勢
エトリア＝アカルナニア県の北部、北東部、西部および南東部は、アカルナニア山脈が連なっていて、山地となっている。県内にはアカルナニア山脈の他に、ヴァルトス山脈、マクリノロス山脈、ナフパクティア山脈、アラキントス山脈、クラヴァ山脈、リドリキ山脈などが走っている。
西にイオニア海に面しており、県域の北西でアンヴラキコス湾、県域の南でコリンティアコス湾に面する。エトリア＝アカルナニア県の西に浮かぶ島は、ケファリニア県・イタカ県に属している。
県内最長の川はアヘロオス川であり、肥沃な谷部を通り、県南西部のデルタ地帯へ流れている。他にも県内にはエヴィノス川、エルミツァ川、イナホス川、モルノス川などが流れている。

### 主要な都市
人口3,000人以上の都市には以下がある（人口はいずれも2001年国勢調査）。
- アグリニオ （アグリニオ市） - 42.390人
- ナフパクトス （ナフパクティア市） - 12,924人
- メソロンギ （メソロンギ市） - 12,225人
- エトリコ（英語版） （メソロンギ市） - 7,423人
- アイオス・コンスタンディノス （Άγιος Κωνσταντίνος  : アグリニオ市） - 5,616人
- アンフィロヒア（英語版） （アンフィロヒア市） - 4,119人
- ヴォニツァ（英語版） （アクティオ＝ヴォニツァ市） - 3.840人
- ネオホリ（Νεοχώρι : メソロンギ市） - 3,208人
- パネトリオ（英語版）（アグリニオ市） -  3,022人

- アグリニオ
- ナフパクトス
- エトリコ

## 歴史
エトリア＝アカルナニア県の地域は、オスマン帝国時代はカルレリ県（サンジャク）と呼ばれた。ギリシャ独立戦争でギリシャ王国領となった1820年代末に、現在の県が作られたが、当時はエヴリタニア県の領域も含んでおり、ギリシャで2番目に面積が大きい県であった。1948年にエヴリタニア県が分割された。20世紀に入ると、県内のリオとペロポネソス半島の間にフェリーの運航が始まった。また、1950年代から1960年代にかけてカーフェリーも運航され始めた。第二次世界大戦とギリシャ内戦では、多くの建物が破壊され、その後修理された。
1960年代にレフカダ島との間に跳ね橋が架けられた。また、1970年代には、県内初の貯水池であるダムがアヘロオス川に建設された。

## 行政区画

エトリア＝アカルナニア県

### 市（ディモス）
エトリア＝アカルナニア県は、以下の自治体（ディモス、市）から構成される。人口は2001年国勢調査時点。
|   | 自治体名               | 綴り          | 政庁所在地          | 面積 Km² | 人口   |
| - | ---------------------- | ------------- | ------------------- | -------- | ------ |
| 1 | メソロンギ             | Μεσολόγγι     | メソロンギ (el)     | 674.1    | 35,431 |
| 2 | アグリニオ             | Αγρίνιο       | アグリニオ (el)     | 1,246.7  | 96,321 |
| 3 | アクティオ＝ヴォニツァ | Άκτιο-Βόνιτσα | ヴォニツァ (el)     | 662.9    | 18,374 |
| 4 | アンフィロヒア         | Αμφιλοχία     | アンフィロヒア (el) | 1,091.8  | 21,445 |
| 5 | テルモ                 | Θέρμο         | テルモ (el)         | 333.7    | 9,299  |
| 6 | ナフパクティア         | Ναυπακτία     | ナフパクトス (el)   | 870.4    | 29,842 |
| 7 | クシロメロ             | Ξηρόμερο      | アスタコス (el)     | 584.8    | 13,717 |

### 旧自治体（ディモティキ・エノティタ）

エトリア＝アカルナニア県の旧自治体（2010年まで）

カリクラティス改革以前の広域自治体（ノモス）としてのエトリア＝アカルナニア県は、以下の基礎自治体（29個のディモス）から構成されていた。改革後、旧自治体は新自治体（ディモス）を構成する行政区（ディモティキ・エノティタ）となっている。
下表の番号は右図と対応している。「政庁所在地」欄で太字になっているものは、新自治体の政庁所在地となったものを示す。
| 番号 | デモス           | ギリシャ語   | 政庁所在地                 | 郵便番号 | 人口（2001年） |
| ---- | ---------------- | ------------ | -------------------------- | -------- | -------------- |
| 1    | メソロンギ       | Μεσολόγγι    | メソロンギ                 | 302 00   | 17,988         |
| 2    | アンゲロカストロ | Αγγελόκαστρο | アンゲロカストロ           | 304 00   | 2,761          |
| 3    | アグリニオ       | Αγρίνιο      | アグリニオ                 | 302 00   | 54,253         |
| 4    | エトリコ         | Αιτωλικό     | エトリコ                   | 304 00   | 7,216          |
| 5    | アリジア         | Αλυζία       | カンディラ                 | 300 19   | 3,744          |
| 6    | アンフィロヒア   | Αμφιλοχία    | アンフィロヒア             | 305 00   | 12,834         |
| 7    | アナクトリオ     | Ανακτορίο    | ヴォニツァ                 | 300 02   | 8,830          |
| 8    | アンディリオ     | Αντίρριο     | アンディリオ               | 300 20   | 2,375          |
| 9    | アポドティア     | Αποδοτία     | アノ・ホラ                 | 300 23   | 2,598          |
| 10   | アラキントス     | Αρακύνθος    | パパダテス                 | 300 11   | 6,397          |
| 11   | アスタコス       | Αστακός      | アスタコス                 | 300 06   | 7,252          |
| 12   | テルモ           | Θέρμο        | テルモ                     | 300 08   | 9,299          |
| 13   | テスティイス     | Θεστιείς     | ケヌルイオ                 | 300 05   | 7,087          |
| 14   | イナホス         | Ίναχος       | ネオ・ハルキオプロ         | 300 17   | 6,169          |
| 15   | ケクロピア       | Κεκροπία     | パレロス                   | 300 12   | 4,494          |
| 16   | マクリニア       | Μακρυνεία    | グヴァル                   | 300 15   | 5,241          |
| 17   | メデオン         | Μεδεών       | カトゥナ                   | 300 04   | 5,050          |
| 18   | メニディ         | Μενίδι       | メニディ                   | 300 16   | 2,449          |
| 19   | ナフパクトス     | Ναύπακτος    | ナフパクトス               | 303      | 18,231         |
| 20   | ネアポリ         | Νεάπολη      | エレオフィト               | 301 00   | 5,052          |
| 21   | イニアデス       | Οινιάδες     | ネオホリ                   | 300 01   | 10,227         |
| 22   | パネトリコ       | Παναιτωλικό  | スクテラ                   | 301 00   | 1,853          |
| 23   | パラヴォラ       | Παραβόλα     | パラヴォラ                 | 300 10   | 4,482          |
| 24   | パラカンビリア   | Παρακαμπύλια | アノ・アイオス・ヴラシオス | 300 21   | 2,757          |
| 25   | プラタノス       | Πλάτανος     | プラタノス                 | 300 22   | 1,775          |
| 26   | ピリニ           | Πυλλήνη      | シモス                     | 300 26   | 2,000          |
| 27   | ストラトス       | Στράτος      | ストラトス                 | 301 00   | 6,438          |
| 28   | フィティエス     | Φυτείες      | フィティエス               | 300 09   | 2,721          |
| 29   | ハルキア         | Χάλκεια      | トリコルフォ               | 300 14   | 2,863          |

- Διοικητική διαίρεση νομού Αιτωλοακαρνανίας - エトリア＝アカルナニア県の自治体・集落一覧（1999年 - 2010年）

### 郡（エパルヒア）
県には以下の5つの郡（エパルヒア）があったが、2006年以降法的な位置づけは行われていない。
| 郡名             | 綴り      | 中心地         |
| ---------------- | --------- | -------------- |
| メソロンギ郡     | Μεσολογγί | メソロンギ     |
| ナフパクティア郡 | Ναυπακτία | ナフパクトス   |
| トリホニダ郡     | Τριχωνίδα | アグリニオ     |
| ヴァルト郡 (en)  | Βάλτο     | アンフィロヒア |
| クシロメロ郡     | Ξηρόμερο  | ヴォニツァ     |

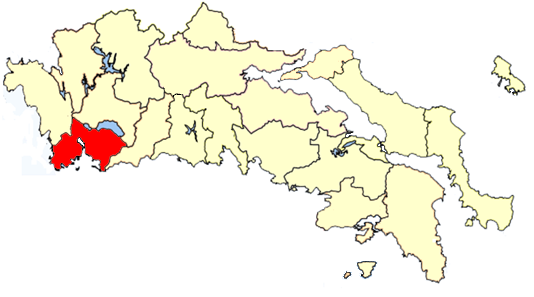
メソロンギ郡
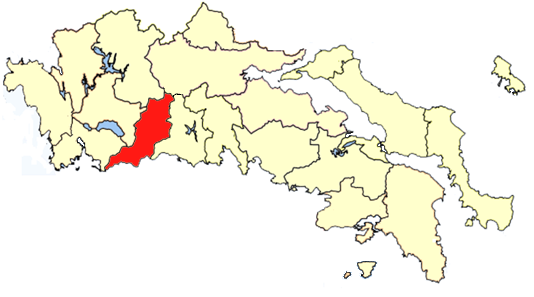
ナフパクティア郡
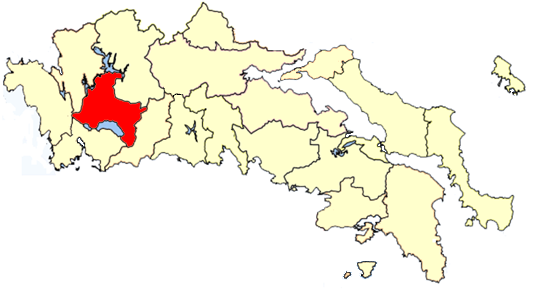
トリホニダ郡
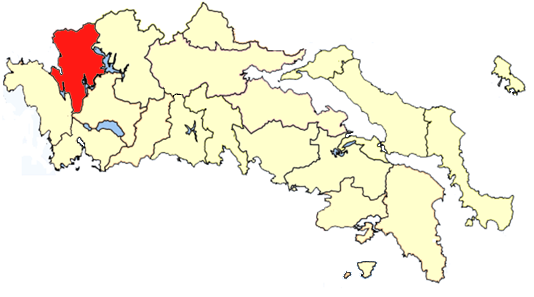
ヴァルト郡
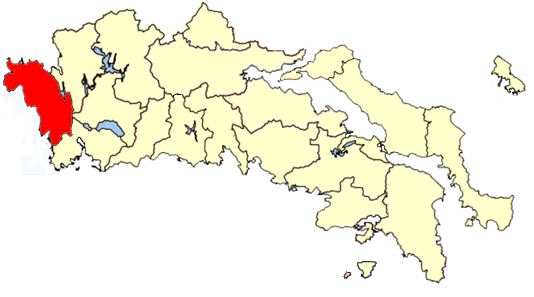
クシロメロ郡

## 交通
- 国道5号線（欧州自動車道路E55号線）
- 国道38号線
- 国道42号線
- 国道48号線（欧州自動車道路E65号線）

## 人口推移
| 年   | 人口（人） | 増減         |
| ---- | ---------- | ------------ |
| 1991 | 230,688    | -            |
| 2001 | 228,180    | -2,508/0.01% |

## マスメディア

### ラジオ
- Agrinio 93.7 FM

### テレビ
- Acheloos TV
- Lychnos
- Lepanto  TV

### 新聞
- 29Dytika
- Akarnania
- En Bambini
- Nea Epohi
- Vela

## 著名な出身者
- ストラトス・アポストラキス (1964-、サッカー選手)
- ゲオルギオス・アタナシアディス＝ノヴァス (1893-1987、ギリシャ首相・弁護士・政治家)
- フィリッポス・ダルラス (1983-、サッカー選手)
- フリストス・ガルファリス (1959-、作家)
- フリストス・カプラロス (1909-1993、画家)
- パヴロス・カラコスタス (1937-2002、作家)
- パンテリス・カラセヴダス (1877-1946、射撃選手・金メダリスト)
- ミハリス・クシス (1953-2005、マラソン選手)
- ニコラオス・マクリス (1829-1911、ギリシャ王国時代の政治家)
- コスタス・メンディス (1913-1983、俳優)
- アリスティディス・モスホス (1930-2001、オルガン奏者)
- アンドレアス・パナゴプロス (1883-1952、政治家)
- テオドロス・パパディミトリウ (1931-、彫刻家)
- ピタゴラス・パパスタマティウ (1930-1979、脚本作家)
- ハリラオス・トリクピス (1832-1896、ギリシャ王国首相)
- スピリドン・トリクピス (1788-1873、ギリシャ王国首相)
- ディミトリオス・ヴァルヴィス (1814-1886、ギリシャ王国首相)
- ジノヴィオス・ヴァルヴィス (1800-1872、ギリシャ王国首相)
- ヤンニス・イファンティス (1949-、詩人)

## スポーツ
- Panaetolikos FC